# Lycianthes ocellata
Lycianthes ocellata är en potatisväxtart som först beskrevs av Donn. Smith, och fick sitt nu gällande namn av Julius Sterling Morton och Standley. Lycianthes ocellata ingår i Himmelsögonsläktet som ingår i familjen potatisväxter. Inga underarter finns listade i Catalogue of Life.